# BMW 1 Серії (F70)
BMW 1 серії (F70) — четверте покоління лінійки субкомпактних хетчбеків BMW 1 серії. Як і попереднє покоління F40, F70 використовує конфігурацію переднього приводу та доступне лише як 5-дверний хетчбек. 

## Опис

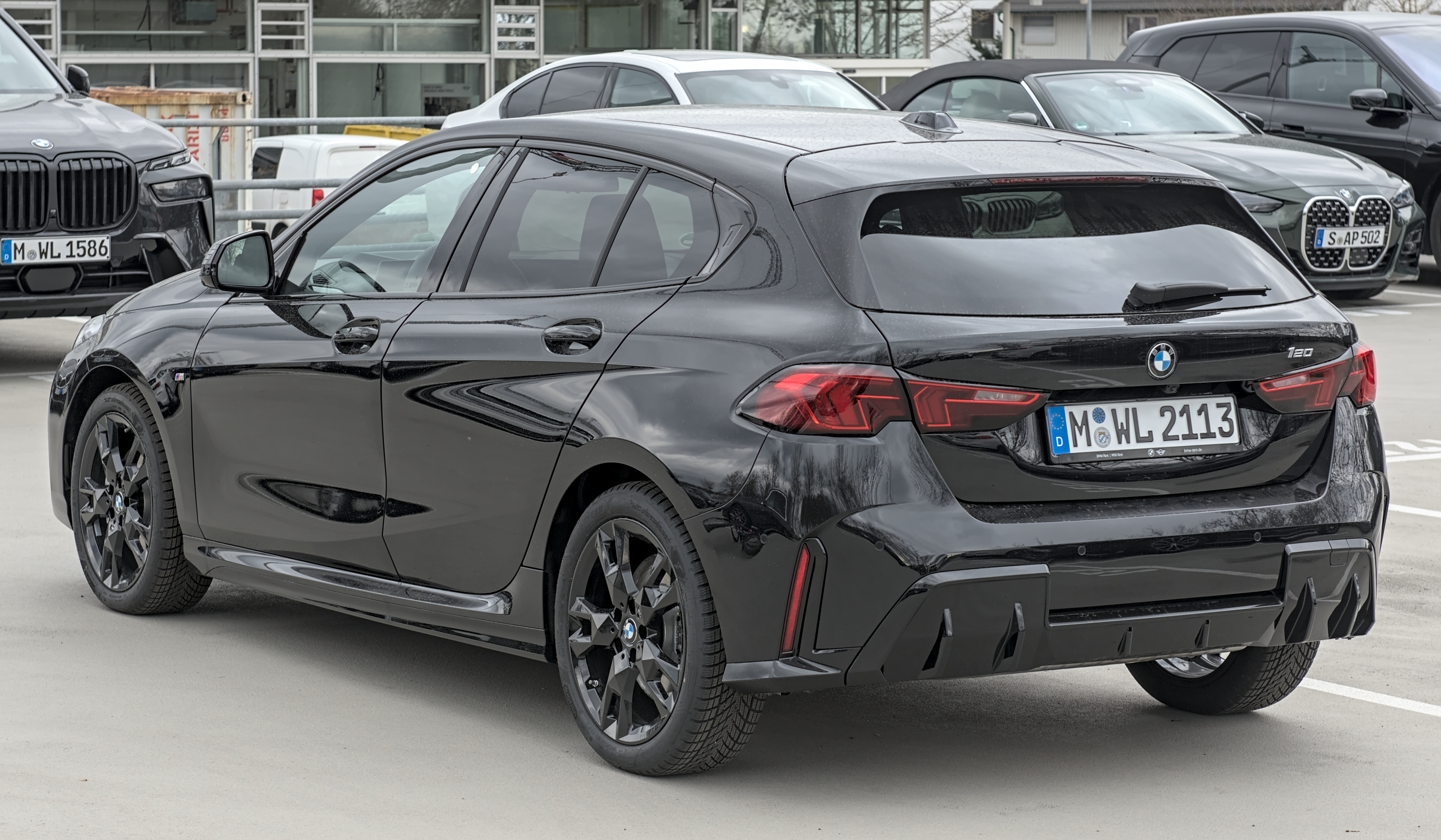

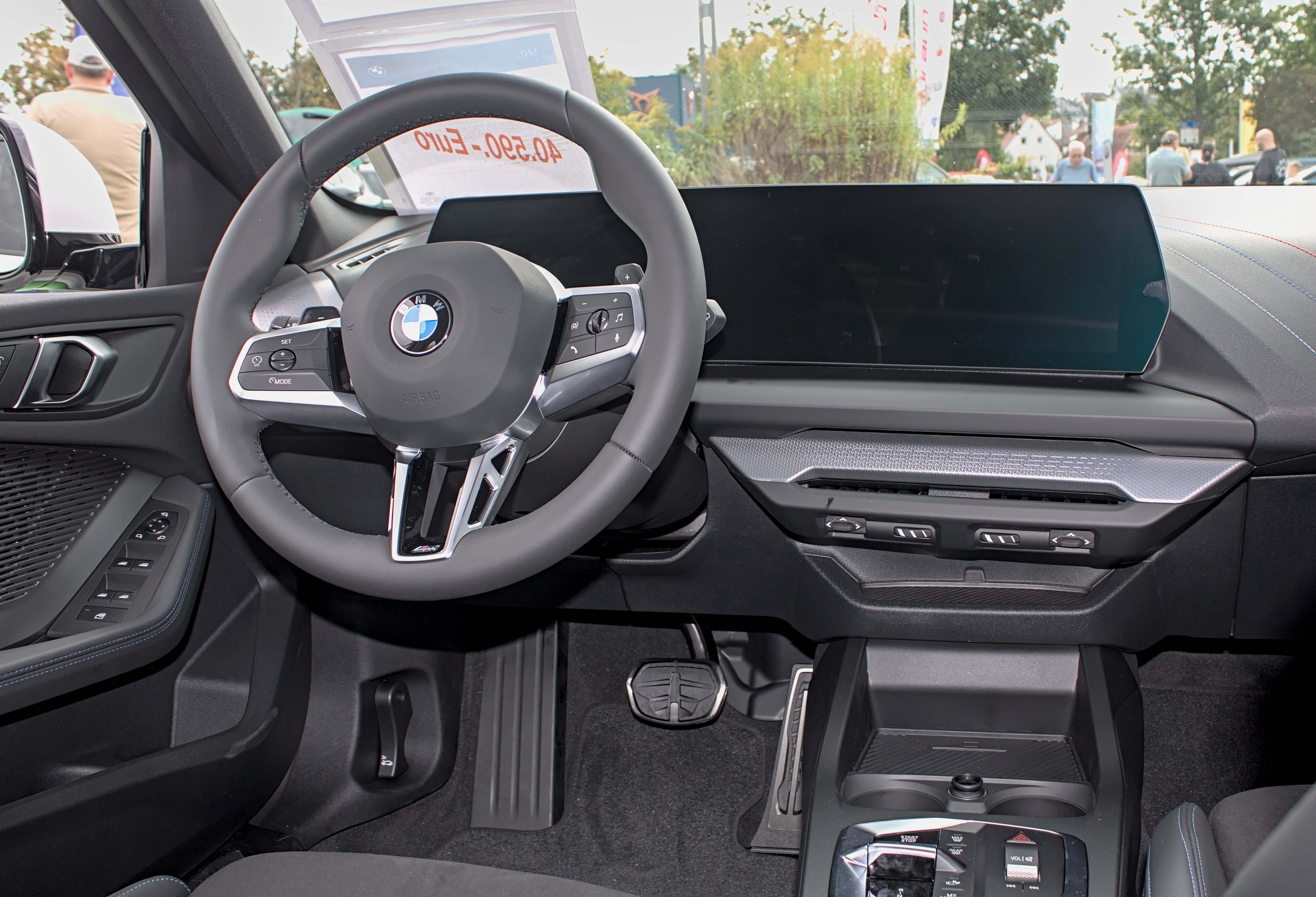

F70 1 Series був офіційно представлений 4 червня 2024 року. Він зберігає платформу UKL2, яка ляже в основу майбутнього F74 2 Series Gran Coupé.  Виробництво на заводі BMW у Лейпцигу почалося в липні 2024 року, а вихід на ринок запланований на жовтень 2024 року. 
F70 1-ї серії є першою моделлю BMW, яка відмовилася від суфікса «i» для бензинових моделей, що відображає стратегію BMW щодо використання префікса «i» для електричних моделей.  Дизельні моделі залишаються на ринку з суфіксом «d». 
Порівняно зі своїм попередником F70 серії 1 на 42 мм довший і на 25 мм вищий. Об’єм багажника залишився без змін і становить 380 л з піднятими задніми сидіннями та 1200 л зі складеними задніми сидіннями. Для моделей з м’яким гібридом об’єм багажника зменшився на 80 л до 300 л завдяки розміщенню 48-вольтової батареї під підлогою багажника.
Зовнішній вигляд — це еволюція його попередника, тобто серйозний рестайлінг F40 замість повного оновленого дизайну. Зовнішні акценти включають цифру «1» у оздобленні центральної стійки Hofmeister із оздобленням BMW Individual Shadow Line, світлодіодні задні ліхтарі, які мають форму, подібну до X2, і це перша модель BMW, яка має опцію контрастного даху. На відміну від новіших моделей BMW, F70 1 серії зберігає звичайні ручки. 
Інтер’єр повністю перероблений і має подібне розташування до X1 (U11). Він оснащений вигнутим дисплеєм, який містить як 10,25-дюймову цифрову панель приладів, так і 10,7-дюймовий сенсорний екран інформаційно-розважальної системи (на базі операційної системи BMW 9) із функціями QuickSelect, перемикач селектора передач, який використовується для автоматичної коробки передач, зменшену кількість фізичне управління салоном і відсутність колеса керування iDrive (як на інших моделях BMW початкового рівня). 
Серія 1 доступна з бензиновими та дизельними двигунами останнього покоління, запозиченими у X1 (U11), гібридна опція недоступна для 1 серії. Усі моделі стандартно оснащуються 7-ступінчастою автоматичною коробкою передач Steptronic . Вперше в історії 1 серія не буде пропонуватися з механічною коробкою передач.
Моделі M135 xDrive оснащені адаптивним шасі M зі спортивним рульовим керуванням, гальмівною системою M Compound із передніми дисковими гальмами діаметром 385 мм і задніми дисковими гальмами діаметром 330 мм, доступними як частина пакету M Technology, і спеціальною квадроцикловою вихлопною системою M. Для Європи M135 переналаштований до 296 к.с. (221 кВт) через жорсткі європейські стандарти викидів. 